# Getto w Skierniewicach

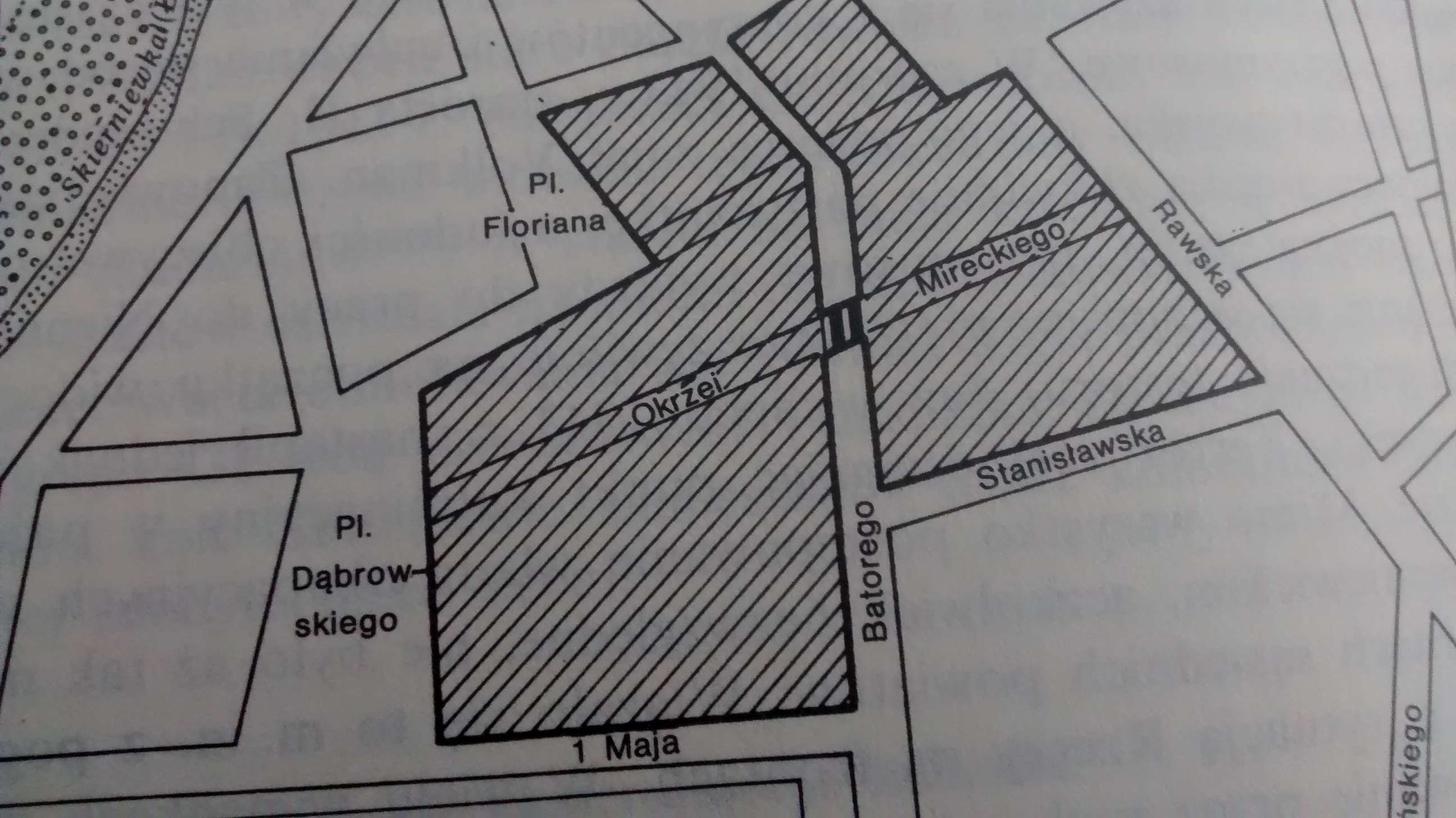
Mapa Getta w Skierniewicach

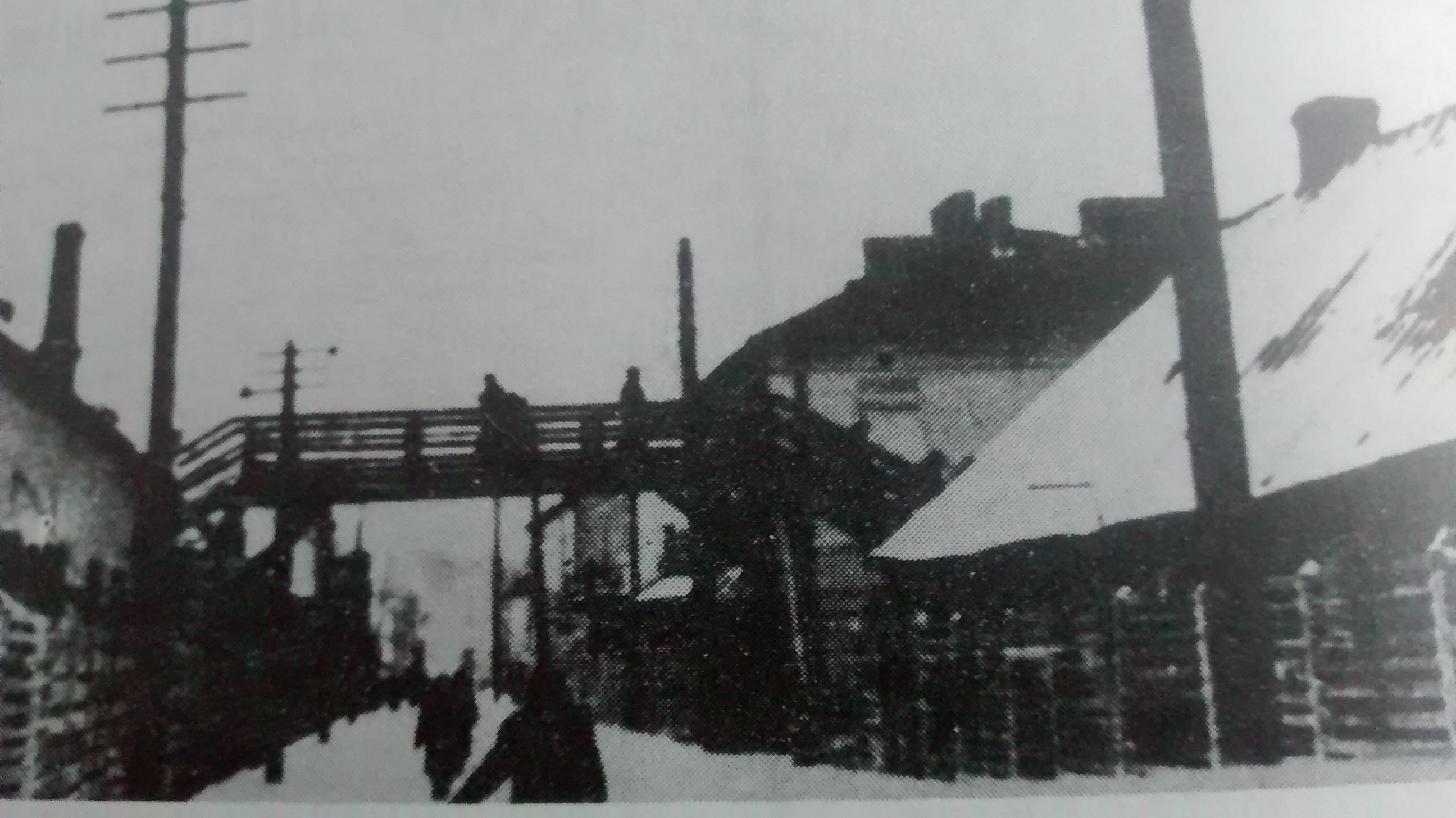
Most łączący getto nad ul. Batorego

Getto w Skierniewicach – getto utworzone przez Niemców w Skierniewicach w październiku 1940 roku. Getto zostało utworzone w południowej części Rynku i przyległych ulicach: Rawskiej, Stanisławskiej, Stryjowskiej, Piotrkowskiej, Baraniej, Poprzecznej, Krótkiej i Floriana.
W getcie zgrupowano mieszkańców żydowskiego pochodzenia ze Skierniewic oraz wysiedlonych z gett z terenów województwa łódzkiego wcielonych w 1939 roku do III Rzeszy, m.in. z Łodzi, Zgierza, Aleksandrowa Łódzkiego, Brzezin, Włocławka. W lutym 1941 roku przebywało w nim 6900 osób.
Getto zostało zlikwidowane w styczniu 1943 roku, a jego mieszkańcy zostali wywiezieni do getta w Warszawie.